# Велика Буковиця
Велика Буковиця (словен. Velika Bukovica) — поселення в общині Ілірська Бистриця, Регіон Нотрансько-крашка, Словенія. Висота над рівнем моря: 475,9 м.